# Robert Giffen

Economic inquiries and studies, 1904

Robert Giffen (ur. 22 lipca 1837 w Strathaven w Lanarkshire, zm. 12 kwietnia 1910 w Fort Augustus w Highland) - szkocki ekonomista, statystyk i dziennikarz, autor dzieł z dziedziny obrotu pieniężnego, sformułował tzw. Paradoks Giffena. Członek Athenaeum Club. Laureat Medalu Guya (1894).

## Życiorys
Robert Giffen urodził się 22 lipca 1837 w Strathaven w Lankarshire w Szkocji. Uczęszczał do lokalnej szkoły by w 1850 przenieść się do Glasgow, gdzie dostał pracę u jednego z adwokatów. W 1860 rozpoczął pracę jako dziennikarz dla gazety „Stirling Journal”. Dwa lata później przeniósł się do Londynu, gdzie dostał pracę w „The Globe”, a następnie w „The Economist”. Dzięki zdobytemu doświadczeniu rozpoczął pracę dla „Daily News” oraz „The Times”.
W 1876 został szefem departamentu statystyki w Board of Trade. W latach 1882–1884 był prezesem Royal Statistical Society. W 1890 na łamach książki Alfreda Marshala opisał Paradoks Giffena. Od 1892 członek Royal Society, przeszedł na emeryturę w 1897.
Zmarł 12 kwietnia 1910 w Fort Augustus w Highland w Szkocji.